# بيرتز برنشتاين
بيرتز برنشتاين ((بالعبرية: פרץ ברנשטיין‏)، ولد شلومو فريتز برنشتاين؛ 12 يونيو 1890 – 21 مارس 1971) كان ناشط صهيوني و سياسي إسرائيلي وأحد الموقعين على وثيقة إعلان قيام دولة إسرائيل.
ولد في مدينة ماينينغن الألمانية. انتقل إلى هولندا قبل الحرب العالمية الأولى حيث عمل في تجارة الحبوب. في عام 1917 انضم إلى المنظمة الصهيونية، وتولى منصب سكرتير وعضو مجلس إدارة. هاجر إلى فلسطين عام 1936 وأصبح محرر لصحيفة هابوكر (الغد). انضم إلى الوكالة اليهودية، وعين عضواً في مجلس إدارة، حيث تولى منصب مدير قسم الاقتصاد في الفترة ما بين 1946 و 1948.
بعد إعلان تأسيس الكيان الصهيوني ، يوم 14 مايو 1948 من طرف المنظمة الصهيونية العالمية، اسندت له وزارة التجارة والصناعة في الحكومة المؤقتة.

## روابط خارجية
- ملفه على موقع الكنيست